# Schljakovianthus
Schljakovianthus là một chi rêu trong họ Anastrophyllaceae.